# Glest
Glest — кроссплатформенная игра в жанре стратегии в реальном времени. Первая версия вышла в 2001 году.

## Разработка
2 апреля 2009 года была выпущена финальная версия оригинальной игры — 3.2.2, после чего её разработка остановилась. Проект продолжил развитие в виде двух ответвлений: MegaGlest и Glest Advanced Engine (GAE). GAE нацелен на совершенствование движка игры, а MegaGlest — на возможности многопользовательской игры и добавление нового контента (фракций, карт и т. д.).

## Игровой процесс
Игровой процесс типичен для игр данного жанра, таких как Starcraft и Command & Conquer.
Действие игры происходит в вымышленном мире. Игроку предоставляется две игровые фракции, Маги (Magic) и Техи (Tech). У обеих сторон есть схожие и различные черты. Расы обладают магическими и стандартными войсками, в том числе авиацией. Игра начинается с того, что игроку надо, используя несколько персонажей, набрать мощь, чтобы сразиться с врагом. Существует иерархия персонажей. В игре надо строить здания, набирать новых воинов и работников. Присутствует смена дня и ночи, множество видов зданий (замки, башни, фермы) и персонажей (воины, маги, минотавры, големы). Такие ресурсы как дерево, камень и золото для обеих наций одинаковы. Для магов четвёртым ресурсом является энергия, а для техов — еда.